# Chùm đô thị
Chùm đô thị hay liên đô thị là một tập hợp các đô thị gần nhau, ảnh hưởng lẫn nhau bởi quá trình đô thị hóa và trở nên gần nhau không chỉ vì khoảng cách địa lý mà còn vì sự phát triển của hệ thống cơ sở hạ tầng kết nối các đô thị này với nhau. Nói chung, một chùm đô thị gồm một hoặc vài thành phố lớn làm cực và nhiều thành phố nhỏ hay thị trấn lớn làm vệ tinh. Chùm đô thị có một thị trường lao động chung theo nghĩa là người dân sinh sống ở đô thị này có thể làm việc ở đô thị kia trong cùng vùng.